# VW Tiguan I
Der VW Tiguan I ist ein Fahrzeugmodell des deutschen Automobilherstellers Volkswagen im Marktsegment der Kompakt-SUV, das zwischen August 2007 und Januar 2016 (Europa) bzw. 2018 (USA) verkauft wurde.

## Geschichte
Anfang Dezember 2006 präsentierte Volkswagen auf der Los Angeles Auto Show eine Designstudie ihres Chefdesigners Murat Günak für ein Kompakt-SUV, die bereits große Übereinstimmungen mit dem späteren Tiguan aufwies. Die Serienversion wurde auf der IAA 2007 in Frankfurt am Main offiziell vorgestellt.
Das Fahrzeug übernimmt zahlreiche Module der VW-Modellreihen von Golf und Passat, darunter den 4MOTION-Allradantrieb mit Haldex-Kupplung und die selbstlenkende Einparkhilfe. Optisch ist der Tiguan an den Touareg angelehnt; Innenausstattung und Abmessungen orientieren sich am Golf Plus. Das Kofferraumvolumen beträgt zwischen 360 (mit Zwischenboden und Notlaufrad) bzw. 470 und 1510 Liter (ohne Reserverad mit umgeklappten Rücksitzen).
Angeboten wird der Tiguan in den drei Ausstattungsvarianten Trend & Fun, Sport & Style und Track & Field. Die beiden erstgenannten wurden für den Straßeneinsatz konzipiert, die Variante Track & Field auch für einen Einsatz in leichtem Gelände. Letztere hebt sich optisch durch einen anders ausgeführten Frontstoßfänger von den beiden anderen ab (dieser ermöglicht einen Böschungswinkel von 28° gegenüber nur 18° bei den Varianten Trend & Fun und Sport & Style); die drei Varianten haben verschieden umfangreiche Serienausstattungen.

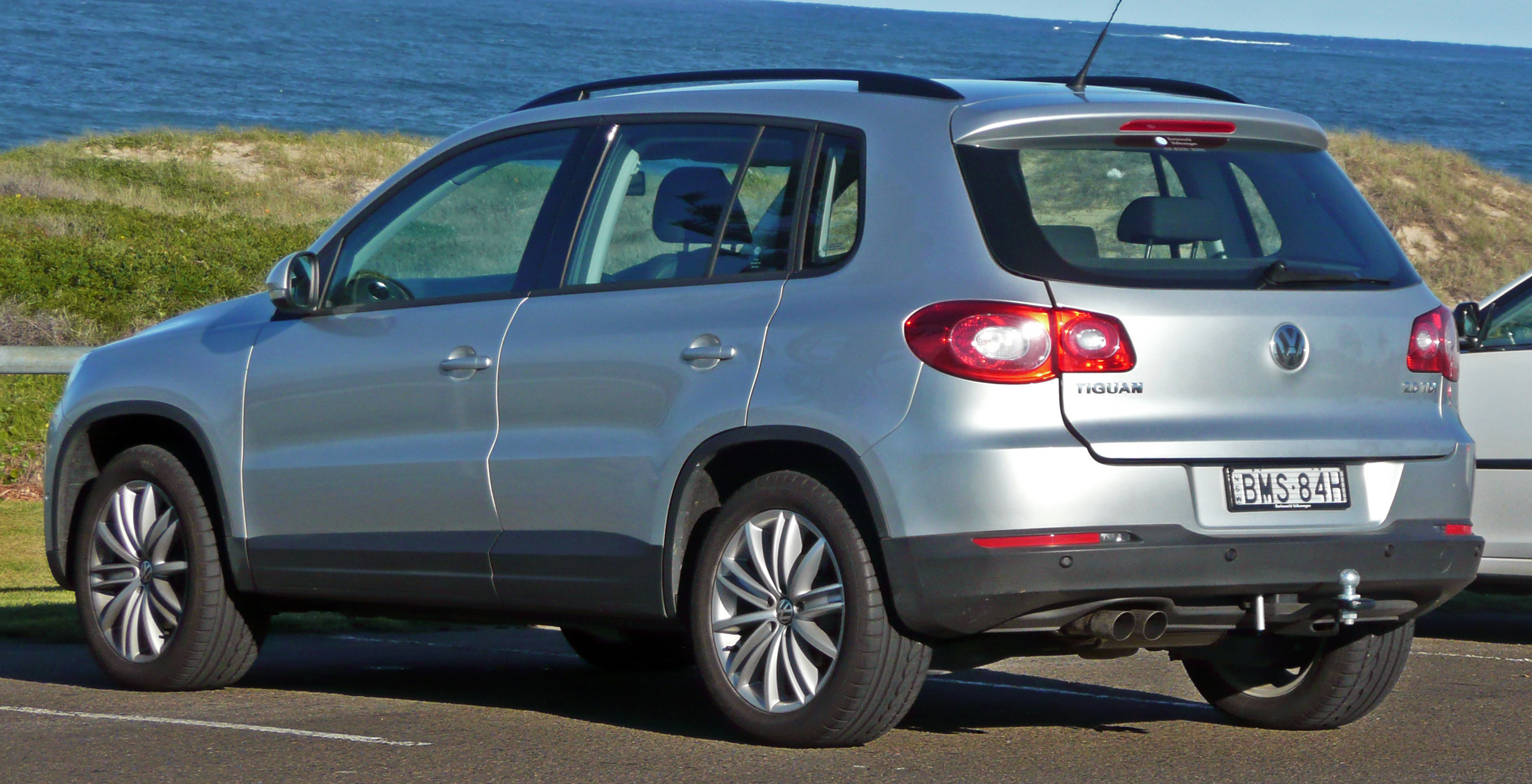
Heckansicht
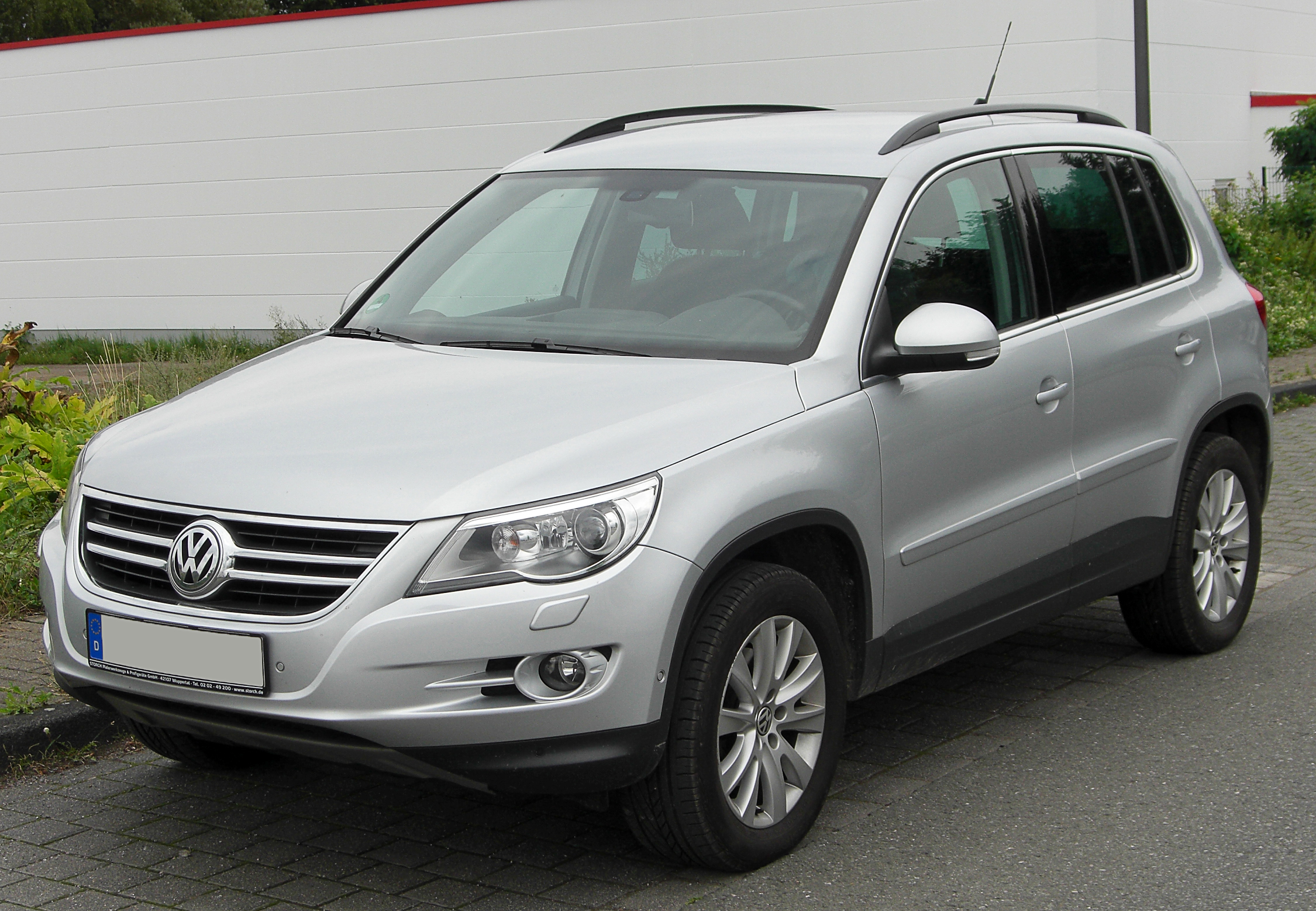
VW Tiguan Track & Field (2007–2011)
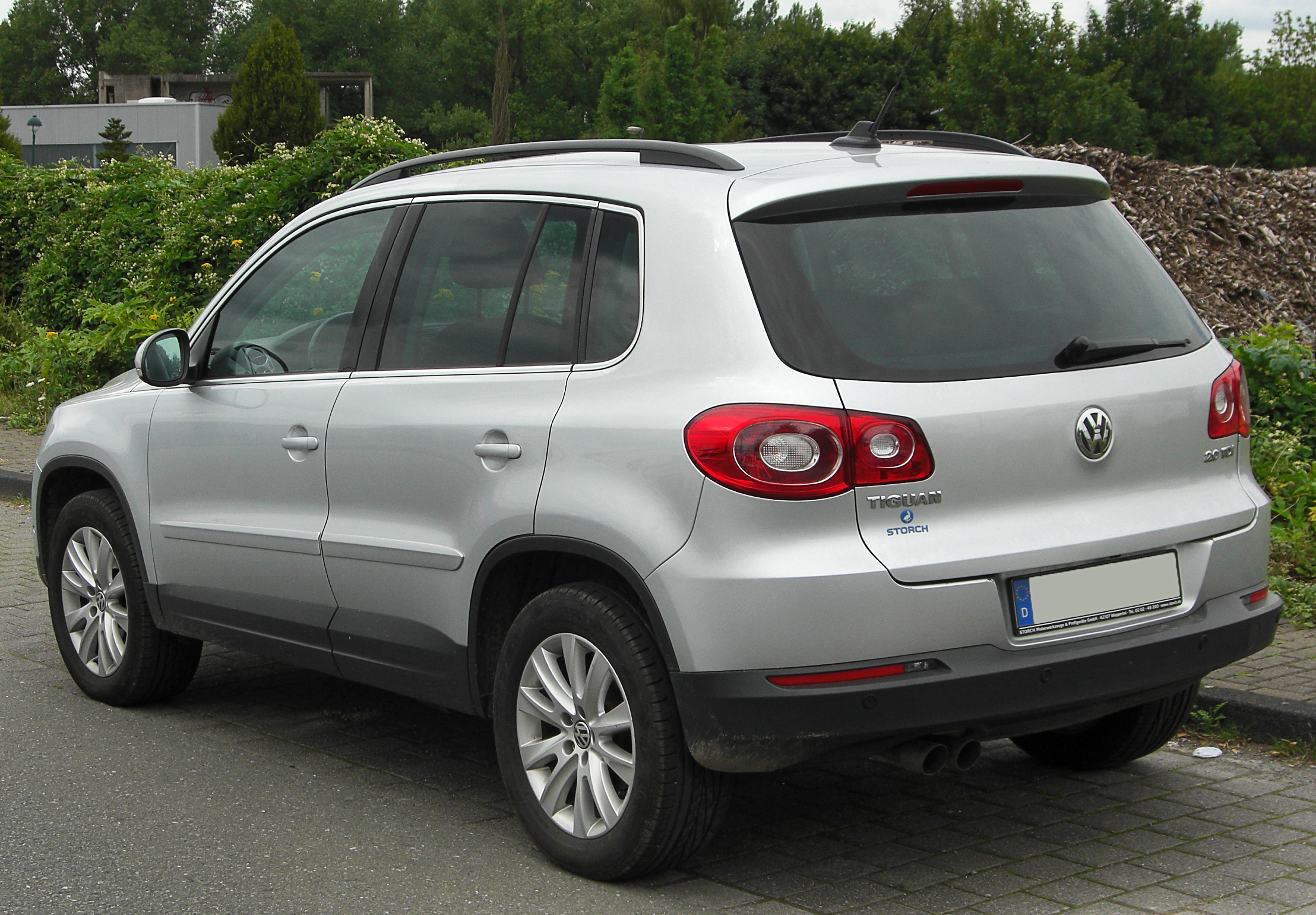
Heckansicht

In China wurde der Tiguan I zwischen 2010 und 2017 als Langversion angeboten (Radstand 8 cm größer, Gesamtlänge 4,54 m).
Öffentliches Interesse am Tiguan weckten auch die langen Verhandlungen zwischen dem VW-Management und der Gewerkschaft IG Metall; letztere wollte die ursprünglich geplante Produktion in Palmela (Portugal) bei der VW-Tochtergesellschaft VW Autoeuropa Ltda. verhindern. Am 27. September 2005 wurde bekanntgegeben, der Tiguan solle von der Unternehmenstochter Auto 5000 GmbH im Stammwerk Wolfsburg gebaut werden. Geplant war die Fertigung von bis zu 130.000 Einheiten pro Jahr.

### Modellpflege
Im Juli 2011 wurde der Tiguan überarbeitet (‚Facelift‘).
Äußerliche Unterschiede sind die weniger geschwungenen Scheinwerfer, geänderte Front- und Heckschürzen sowie modifizierte Heckleuchten.
Technische Neuerungen betrafen die beiden Benzinmotoren:
Der Anfang 2011 eingestellte 1,4 TSI mit 110 kW (150 PS) wurde zum Facelift durch einen Motor mit 118 kW (160 PS) abgelöst.
Der 2,0 TSI mit 147 kW (200 PS) erhielt im Rahmen des Facelifts einen sparsameren Motor mit 155 kW (210 PS).
Ein halbes Jahr vor der Modellpflege wurde die kleine 2,0 TSI-Version mit 125 kW (170 PS) gestrichen. Die Nachfolge trat ein hubraumgleicher Motor mit 132 kW (180 PS) an.
Zudem kam eine vierte Ausstattungsvariante Track & Style hinzu, welche die Mehrausstattungen von Sport & Style auf Track & Field überträgt.

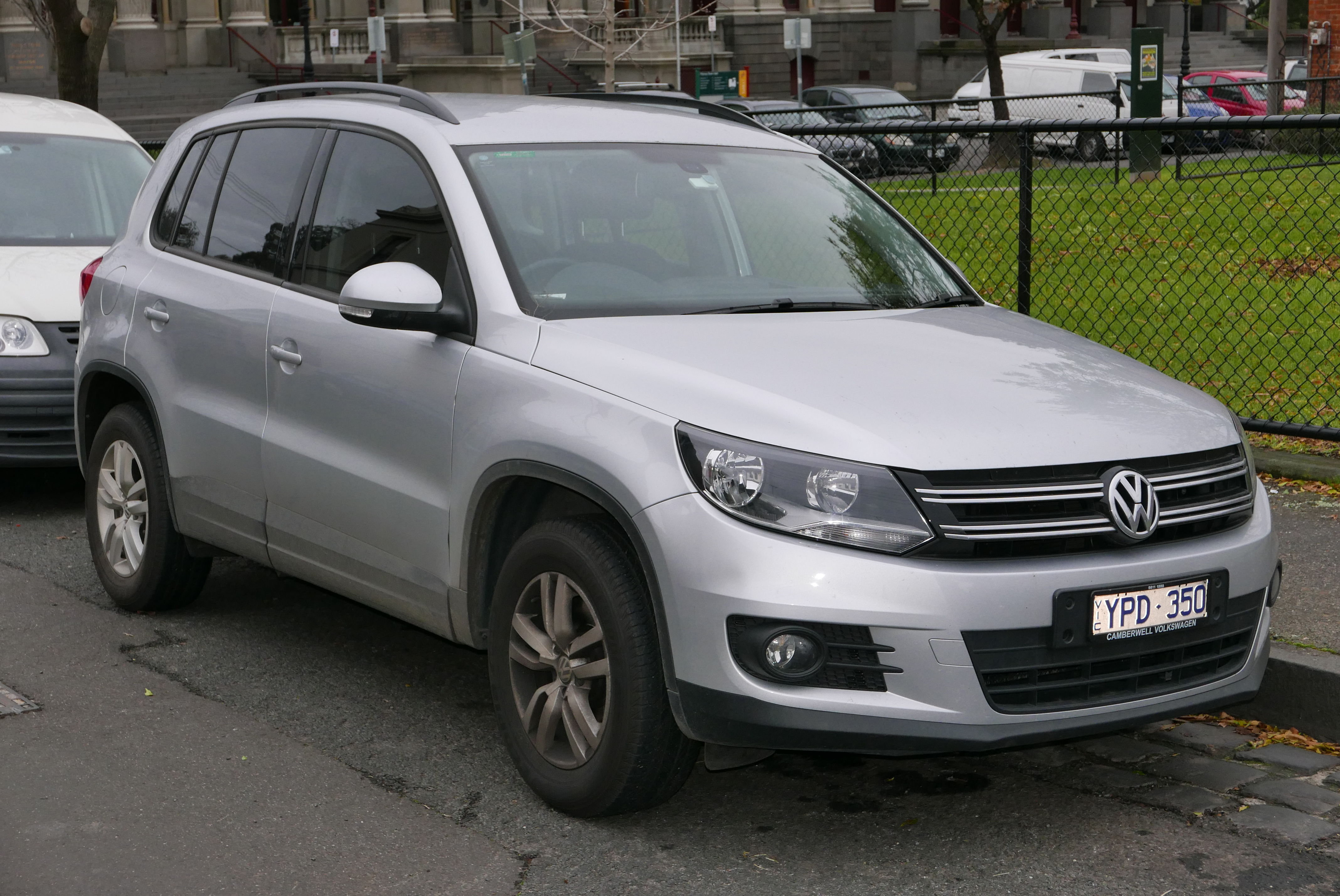
VW Tiguan Sport & Style (2011–2016)
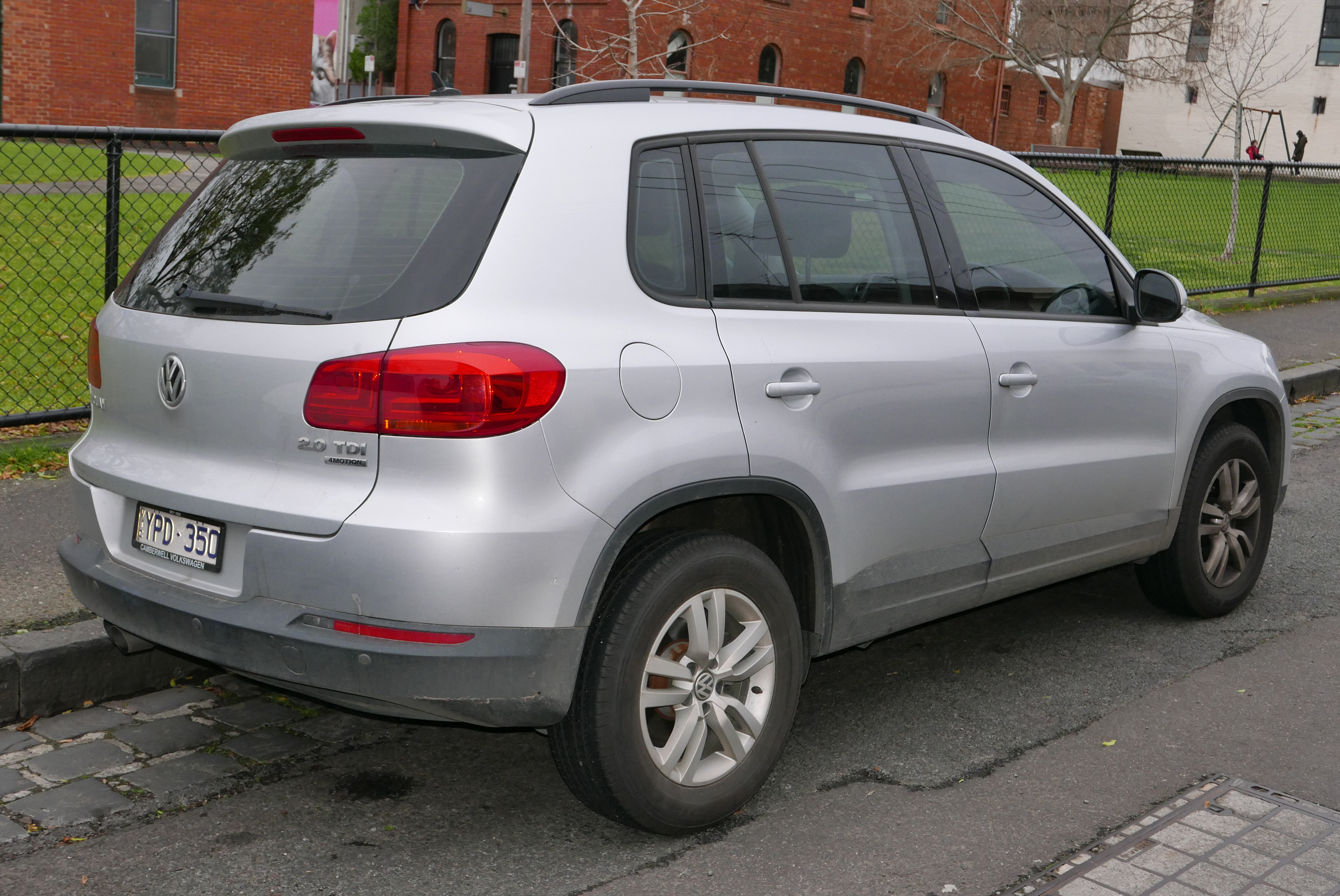
Heckansicht
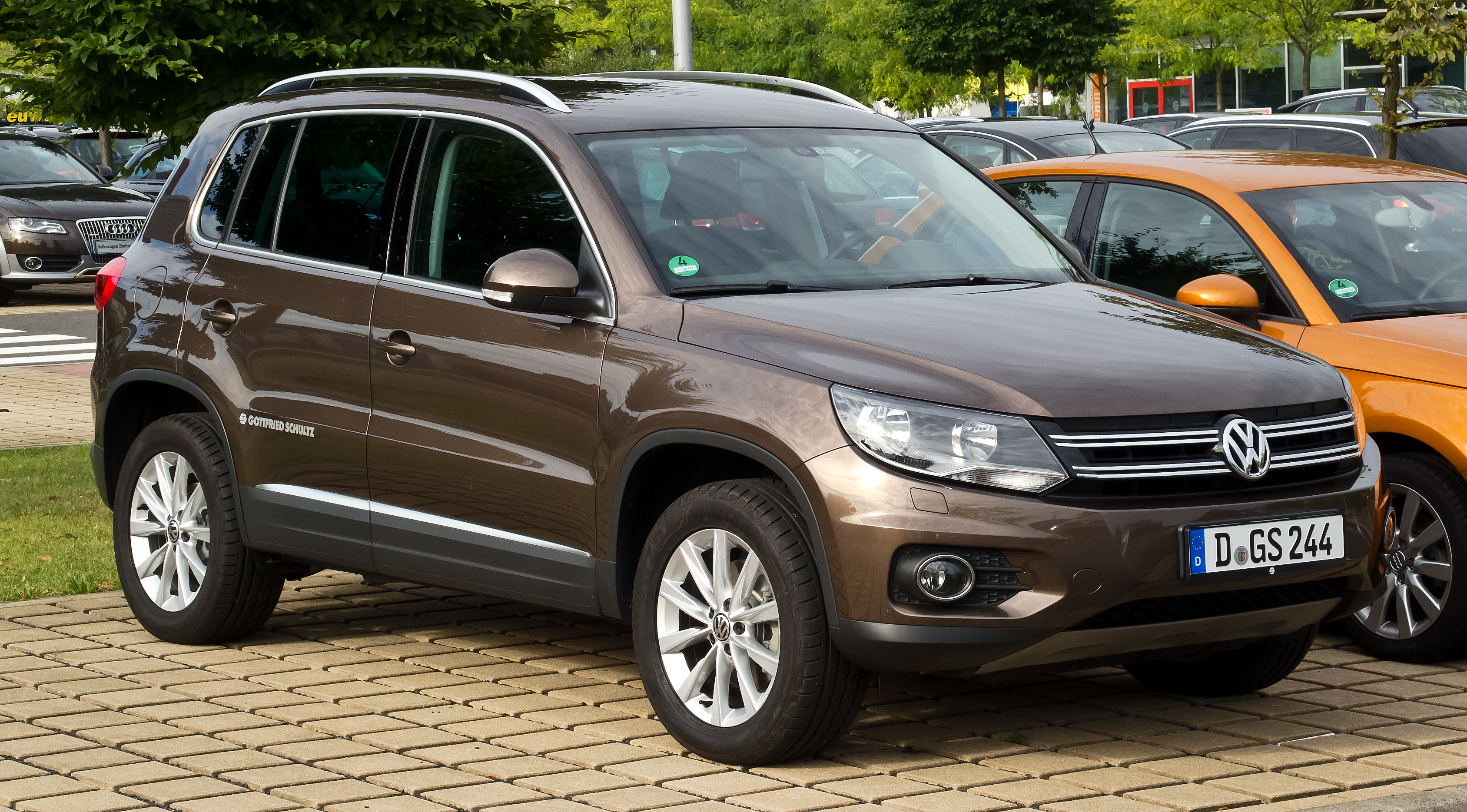
VW Tiguan Track & Style (2011–2016)
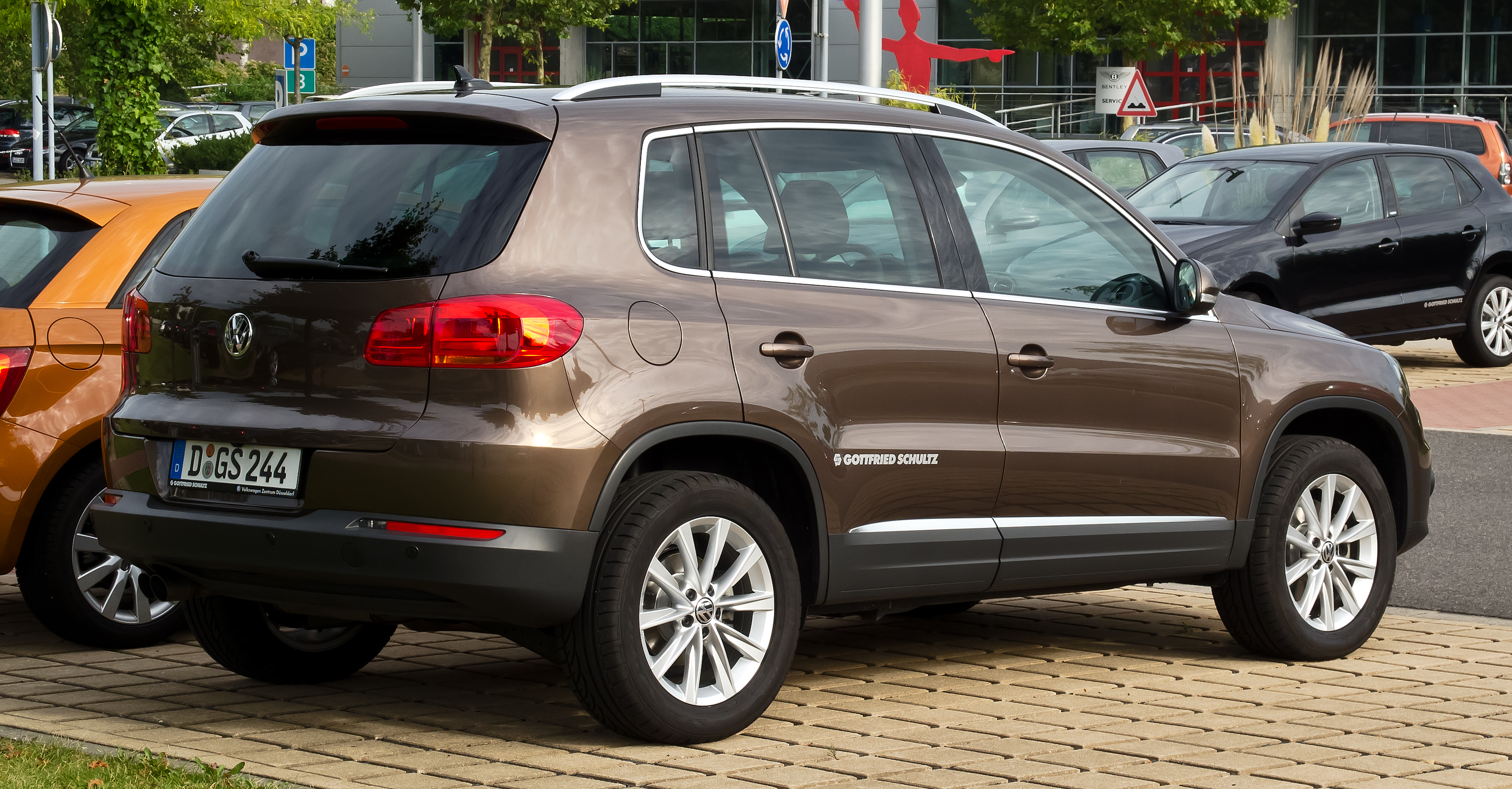
Heckansicht

### Tiguan Limited
Parallel zum Nachfolgemodell Tiguan II wurde der Tiguan I noch ab 2016 im Werk Osnabrück weitergebaut und von 2017 bis 2018 auf dem US-Markt unter dem Namen Tiguan Limited verkauft. Angetrieben wurde das Auslaufmodell einheitlich von einem 2,0-Liter-TSI-Motor mit 147 kW (200 PS) und war sowohl mit Vorder- als auch Allradantrieb erhältlich.

### Namensfindung
In den Medien kursierte lange der Name „VW Marrakesh“. Der Name war von einer Zeitung, angelehnt an eine frühere VW-Studie, eingeführt worden und wurde von vielen anderen Medien übernommen. Die Marketingabteilung von Volkswagen versuchte wochenlang vergeblich, den Gebrauch dieses falschen Namens zu stoppen. Die offizielle Bezeichnung bei Volkswagen lautete zu diesem Zeitpunkt schlicht „kompakter Geländewagen“ oder „Kompakt-SUV“; sein Name sollte erst kurz vor der Markteinführung bekannt gegeben werden.
Das aus den Begriffen Tiger und Leguan zusammengesetzte Kunstwort „Tiguan“ entstand aus einer Umfrage in der Zeitschrift Auto Bild, deren Leser bis zum 15. Juni 2006 über den Namen des zukünftigen Fahrzeugs abstimmen konnten. Dabei setzte sich „Tiguan“ mit 36 Prozent der Stimmen gegen die Alternativen „Nanuk“, „Namib“, „Rockton“ und „Samun“ durch. Die im Vorfeld angekündigten Namen „Marrakesh“ und „Beduin“ wurden verworfen.

### Sicherheit
| Sterne im Euro-NCAP-Crashtest |

Im Euro-NCAP-Crashtest erreichte der Tiguan fünf von fünf möglichen Sternen im Insassenschutz, bei der Kindersicherheit vier Sterne und beim Fußgängerschutz zwei von vier Sternen.

### Technische Daten
Die interne Bezeichnung des Tiguan bei Volkswagen lautete „Typ 5N“. Als Motorisierungen wurden vier Ottomotoren von 90 bis 147 kW (122–200 PS) und drei Dieselmotoren von 81 bis 125 kW (110–170 PS) Leistung angeboten. Komplette Neuentwicklungen waren dabei die 2,0-Liter-TDI-Motoren mit Common-Rail-Einspritzung, die serienmäßig mit Partikelfilter ausgestattet waren und seit April 2009 ab Werk die Euro-5-Abgasnorm erfüllen. Für zuvor verkaufte Fahrzeuge, die ebenfalls die erforderlichen Abgasgrenzwerte unterschritten, aber vor Inkrafttreten der Euro-5-Norm ausgeliefert wurden, bietet Volkswagen eine Aktualisierung der Motorsteuersoftware an; danach können diese auf die Euro-5-Norm umgeschrieben werden.
Einstiegsmotorisierung bei den Benzinmotoren war ein 1,4-Liter-TSI-Motor mit 90 kW (122 PS) Leistung, bei den Dieselmotoren ein 2,0-Liter-TDI-Motor mit 81 kW (110 PS).
Bei seiner Markteinführung war der Tiguan zunächst ausschließlich mit dem Allradantrieb 4Motion erhältlich. Später konnten Modelle mit dem 1,4-Liter-TSI-Motor mit 110 kW (150 PS) Leistung und dem 2,0-Liter-TDI-Motor mit 81 kW (110 PS) mit Vorderradantrieb geordert werden.
Der 103-kW-Dieselmotor und die beiden 125-kW- und 147-kW-Ottomotoren waren wahlweise mit 7-Gang-Doppelkupplungsgetriebe (bis Juni 2010 mit 6-Stufen-Wandler-Automatikgetriebe) erhältlich.

### Ottomotoren
|                                            | 1.4 TSI                          | 1.4 TSI                          | 1.4 TSI *                        | 1.4 TSI *                        | 1.4 TSI *                        | 2.0 TSI *                        | 2.0 TSI *                        | 2.0 TSI *                        | 2.0 TSI *                        |
| ------------------------------------------ | -------------------------------- | -------------------------------- | -------------------------------- | -------------------------------- | -------------------------------- | -------------------------------- | -------------------------------- | -------------------------------- | -------------------------------- |
| Bauzeitraum                                | 06/2010–05/2015                  | 05/2015–01/2016                  | 08/2007–01/2011                  | 06/2011–05/2015                  | 05/2015–01/2016                  | 02/2008–01/2011                  | 02/2011–05/2015                  | 02/2008–01/2011                  | 06/2011–05/2015                  |
| Motorkennbuchstaben                        | CAXA                             | CZDB                             | BWK, CAVA                        | CAVD                             | CZDA                             | CCZC, CAWA                       | CCZD                             | CCTA, CAWB, CCZA                 | CCZB                             |
| Motorbaureihe                              | VW EA111                         | VW EA211                         | VW EA111                         | VW EA111                         | VW EA211                         | VW EA888                         | VW EA888                         | VW EA888                         | VW EA888                         |
| Motortyp                                   | Reihenbauart, Direkteinspritzung | Reihenbauart, Direkteinspritzung | Reihenbauart, Direkteinspritzung | Reihenbauart, Direkteinspritzung | Reihenbauart, Direkteinspritzung | Reihenbauart, Direkteinspritzung | Reihenbauart, Direkteinspritzung | Reihenbauart, Direkteinspritzung | Reihenbauart, Direkteinspritzung |
| Motoraufladung                             | Turbolader                       | Turbolader                       | Turbolader, Kompressor           | Turbolader, Kompressor           | Turbolader                       | Turbolader                       | Turbolader                       | Turbolader                       | Turbolader                       |
| Zylinder/Ventile                           | 4/16                             | 4/16                             | 4/16                             | 4/16                             | 4/16                             | 4/16                             | 4/16                             | 4/16                             | 4/16                             |
| Hubraum                                    | 1390 cm³                         | 1395 cm³                         | 1390 cm³                         | 1390 cm³                         | 1395 cm³                         | 1984 cm³                         | 1984 cm³                         | 1984 cm³                         | 1984 cm³                         |
| max. Leistung bei min−1                    | 90 kW (122 PS)/5000              | 92 kW (125 PS)/5000–6000         | 110 kW (150 PS)/5800             | 118 kW (160 PS)/5800             | 110 kW (150 PS)/5000–6000        | 125 kW (170 PS)/4300–6000 (1)    | 132 kW (180 PS)/4500–6200        | 147 kW (200 PS)/5100             | 155 kW (211 PS)/5300–6200        |
| max. Drehmoment bei min−1                  | 200 Nm/1500–4000                 | 220 Nm/1500–3500                 | 240 Nm/1750–4000                 | 240 Nm/1500–4500                 | 250 Nm/1500–3500                 | 280 Nm/1700–5000 (2)             | 280 Nm/1700–4500                 | 280 Nm/1700–5000                 | 280 Nm/1700–5300                 |
| Antriebsart, serienmäßig                   | Vorderradantrieb                 | Vorderradantrieb                 | Vorderradantrieb                 | Vorderradantrieb                 | Vorderradantrieb                 | Allradantrieb (4Motion)          | Allradantrieb (4Motion)          | Allradantrieb (4Motion)          | Allradantrieb (4Motion)          |
| Antriebsart, optional                      | –                                | –                                | Allradantrieb                    | Allradantrieb                    | –                                | –                                | –                                | –                                | –                                |
| Getriebeart, serienmäßig                   | 6-Gang-Schaltgetriebe            | 6-Gang-Schaltgetriebe            | 6-Gang-Schaltgetriebe            | 6-Gang-Schaltgetriebe            | 6-Gang-Schaltgetriebe            | 6-Gang-Schaltgetriebe            | 6-Gang-Schaltgetriebe            | 6-Gang-Schaltgetriebe            | 6-Gang-Schaltgetriebe            |
| Getriebeart, optional                      | –                                | –                                | 6-Gang-DSG (3)                   | 7-Gang-DSG                       | 6-Gang-DSG                       | 7-Gang-DSG (3)                   | 7-Gang-DSG (4)                   | 7-Gang-DSG                       | 7-Gang-DSG                       |
| Leergewicht                                | 1501–1512 kg                     | 1491 kg                          | 1510–1621 kg                     | 1522–1631 kg                     | 1499–1505 kg                     | 1637–1667 kg                     | 1637–1659 kg                     | 1653–1684 kg                     | 1673–1689 kg                     |
| maximale Zuladung                          | 643–654 kg                       | 624 kg                           | 624–645 kg                       | 633–644 kg                       | 628–647 kg                       | 626–630 kg                       | 634–648 kg                       | 621–639 kg                       | 612–616 kg                       |
| maximale Anhängelast                       | 1800 kg                          | 1800 kg                          | 2000–2200 kg                     | 2000–2200 kg                     | 2000 kg                          | 2200–2500 kg                     | 2200–2500 kg                     | 2200–2500 kg                     | 2200–2500 kg                     |
| Beschleunigung, 0–100 km/h                 | 10,9 s                           | 10,6 s                           | 9,3–9,6 s                        | 8,9–9,2 s                        | 9,3 s                            | 8,1–9,9 s                        | 7,9–9,6 s                        | 7,4–8,5 s                        | 7,3–7,8 s                        |
| Höchstgeschwindigkeit                      | 184–185 km/h                     | 186 km/h                         | 198–203 km/h                     | 192–197 km/h                     | 196–198 km/h                     | 197–201 km/h                     | 201–204 km/h                     | 207–210 km/h                     | 213–215 km/h                     |
| Kraftstoffverbrauch auf 100 km, kombiniert | 6,5 l Super                      | 6,4 l Super                      | 6,7–8,4 l Super                  | 6,7–7,6 l Super                  | 6,4–6,7 l Super                  | 8,5–9,9 l Super                  | 8,5–8,7 l Super                  | 8,5–9,9 l Super                  | 8,5–8,6 l Super                  |
| CO2-Emission, kombiniert                   | 152 g/km                         | 149 g/km                         | 156–199 g/km                     | 156–178 g/km                     | 149–157 g/km                     | 199–234 g/km                     | 199–203 g/km                     | 199–234 g/km                     | 199 g/km                         |
| Abgasnorm nach EU-Klassifikation           | Euro 5                           | Euro 6                           | Euro 5                           | Euro 5                           | Euro 6                           | Euro 5                           | Euro 5                           | Euro 5                           | Euro 5                           |

* Das rote I im 2.0 TSI-Schriftzug steht für den 125- bzw. 132-kW-Motor und das rote SI im TSI-Schriftzug steht für den 147 bzw. 155-kW-Motor.

### Dieselmotoren
|                                            | 2.0 TDI                                                         | 2.0 TDI                                                         | 2.0 TDI SCR BlueMotion Technology                               | 2.0 TDI *                                                       | 2.0 TDI *                                                       | 2.0 TDI SCR BlueMotion Technology                               |
| ------------------------------------------ | --------------------------------------------------------------- | --------------------------------------------------------------- | --------------------------------------------------------------- | --------------------------------------------------------------- | --------------------------------------------------------------- | --------------------------------------------------------------- |
| Bauzeitraum                                | 06/2010–01/2016                                                 | 08/2007–05/2015                                                 | 05/2015–01/2016                                                 | 02/2008–10/2012                                                 | 10/2012–05/2015                                                 | 05/2015–01/2016                                                 |
| Motorkennbuchstaben                        | CFFD                                                            | CBAB CFFB                                                       | CUVC                                                            | CBBB                                                            | CFGC                                                            | CUWA                                                            |
| Motorbaureihe                              | VW EA189 **                                                     | VW EA189 **                                                     | VW EA288                                                        | VW EA189 **                                                     | VW EA189 **                                                     | VW EA288                                                        |
| Motortyp                                   | Reihenbauart, Common-Rail-Einspritzung, Dieselrußpartikelfilter | Reihenbauart, Common-Rail-Einspritzung, Dieselrußpartikelfilter | Reihenbauart, Common-Rail-Einspritzung, Dieselrußpartikelfilter | Reihenbauart, Common-Rail-Einspritzung, Dieselrußpartikelfilter | Reihenbauart, Common-Rail-Einspritzung, Dieselrußpartikelfilter | Reihenbauart, Common-Rail-Einspritzung, Dieselrußpartikelfilter |
| Motoraufladung                             | Turbolader                                                      | Turbolader                                                      | Turbolader                                                      | Turbolader                                                      | Turbolader                                                      | Turbolader                                                      |
| Zylinder/Ventile                           | 4/16                                                            | 4/16                                                            | 4/16                                                            | 4/16                                                            | 4/16                                                            | 4/16                                                            |
| Hubraum                                    | 1968 cm³                                                        | 1968 cm³                                                        | 1968 cm³                                                        | 1968 cm³                                                        | 1968 cm³                                                        | 1968 cm³                                                        |
| max. Leistung bei min−1                    | 81 kW (110 PS)/2750–4200                                        | 103 kW (140 PS)/4200 (1)                                        | 110 kW (150 PS)/3500–4000 (1)                                   | 125 kW (170 PS)/4200 (2) (3)                                    | 130 kW (177 PS)/4200                                            | 135 kW (184 PS)/3500–4000 (1)                                   |
| max. Drehmoment bei min−1                  | 280 Nm/1750–2750                                                | 320 Nm/1750–2500                                                | 340 Nm/1750–3000                                                | 350 Nm/1750–2500                                                | 380 Nm/1750–2500                                                | 380 Nm/1750–3250                                                |
| Antriebsart, serienmäßig                   | Vorderradantrieb                                                | Vorderradantrieb                                                | Vorderradantrieb                                                | Allradantrieb                                                   | Allradantrieb                                                   | Allradantrieb                                                   |
| Antriebsart, optional                      | –                                                               | Allradantrieb                                                   | Allradantrieb                                                   | –                                                               | –                                                               | –                                                               |
| Getriebeart, serienmäßig                   | 6-Gang-Schaltgetriebe                                           | 6-Gang-Schaltgetriebe                                           | 6-Gang-Schaltgetriebe                                           | 6-Gang-Schaltgetriebe                                           | 6-Gang-Schaltgetriebe                                           | 7-Gang-DSG                                                      |
| Getriebeart, optional                      | –                                                               | 7-Gang-DSG (4)                                                  | 7-Gang-DSG                                                      | –                                                               | 7-Gang-DSG                                                      | –                                                               |
| Leergewicht                                | 1540–1543 kg                                                    | 1597–1711 kg                                                    | 1535–1711 kg                                                    | 1681–1695 kg                                                    | 1678–1694 kg                                                    | 1727 kg                                                         |
| maximale Zuladung                          | 612–615 kg                                                      | 628–634 kg                                                      | 614–682 kg                                                      | 620–637 kg                                                      | 637–641 kg                                                      | 628 kg                                                          |
| maximale Anhängelast                       | 2000 kg                                                         | 2000–2500 kg (5)                                                | 2000–2500 kg                                                    | 2200–2500 kg                                                    | 2200–2500 kg                                                    | 2200 kg                                                         |
| Beschleunigung, 0–100 km/h                 | 11,9 s                                                          | 10,2–10,7 s                                                     | 9,8 s                                                           | 8,9 s                                                           | 8,5 s                                                           | 8,3 s                                                           |
| Höchstgeschwindigkeit                      | 174–175 km/h                                                    | 182–193 km/h                                                    | 191–198 km/h                                                    | 201 km/h                                                        | 200–202 km/h                                                    | 204 km/h                                                        |
| Kraftstoffverbrauch auf 100 km, kombiniert | 5,3 l Diesel                                                    | 5,3–7,5 l Diesel                                                | 5,0–5,7 l Diesel                                                | 6,0–7,0 l Diesel                                                | 5,8–6,0 l Diesel                                                | 5,7 l Diesel                                                    |
| CO2, kombiniert                            | 139 g/km                                                        | 139–199 g/km                                                    | 130–150 g/km                                                    | 151–159 g/km                                                    | 151–154 g/km                                                    | 150 g/km                                                        |
| Abgasnorm nach EU-Klassifikation           | Euro 5                                                          | Euro 5                                                          | Euro 6                                                          | Euro 5                                                          | Euro 5                                                          | Euro 6                                                          |

* Der TDI-Schriftzug des 2,0-l-Modell mit 125 bzw. 130 kW unterscheidet sich durch das rot gefärbte I.

** Die vielfach verwendeten EA189-Motoren kamen 2015 im Rahmen des VW-Abgasskandals weltweit in die Schlagzeilen. Das Landgericht Köln urteilte im Dezember 2017, VW habe seine Kunden insoweit arglistig getäuscht.

## Auszeichnungen
- 2009: Top Safety Pick 2010[10]